# 今田耕司のお耳拝借!金曜日
今田耕司のお耳拝借!金曜日（いまだこうじのおみみはいしゃく!きんようび）はTBSラジオで2025年4月4日から放送開始のラジオの生ワイド番組。

## 概要
TBSラジオでは、これまで、この時間帯に『金曜ボイスログ』を放送していたが、2025年4月改編をもって、この『金曜ボイスログ』の放送時間を金曜日の11時から14時に変更するとともに、8時30分から11時の放送枠を改めて設けることになった。
この番組では、TBSテレビで、春と秋の改編期に放送されている特別番組『オールスター感謝祭』の司会者である今田耕司が、「週末」をテーマにして、この週末に公開される映画やドラマ、それに、おすすめの観光スポットを紹介するとともに、この番組に訪れるゲストの週末の過ごし方を伺う。
また、リスナーの皆さんが楽しみにしていることに加え、リスナーが実際に行ってみた、あるいは、やってみたを募るなど、リスナーがこの番組に参加できる企画も設ける。

## 放送時間
- 毎週金曜日：8:30 - 11:00

## 出演者

### パーソナリティ
- 今田耕司

### アシスタント
- 良原安美（TBSアナウンサー）

## 放送休止・変更
- 2025年4月25日 - 特別番組『SHURE presents 音楽の金曜日 あなたとミュージックプレゼント』を8:30 - 16:50に放送のため休止。なお、今田は同番組の9時台にゲスト出演した[2]。